# Egrenermaskin

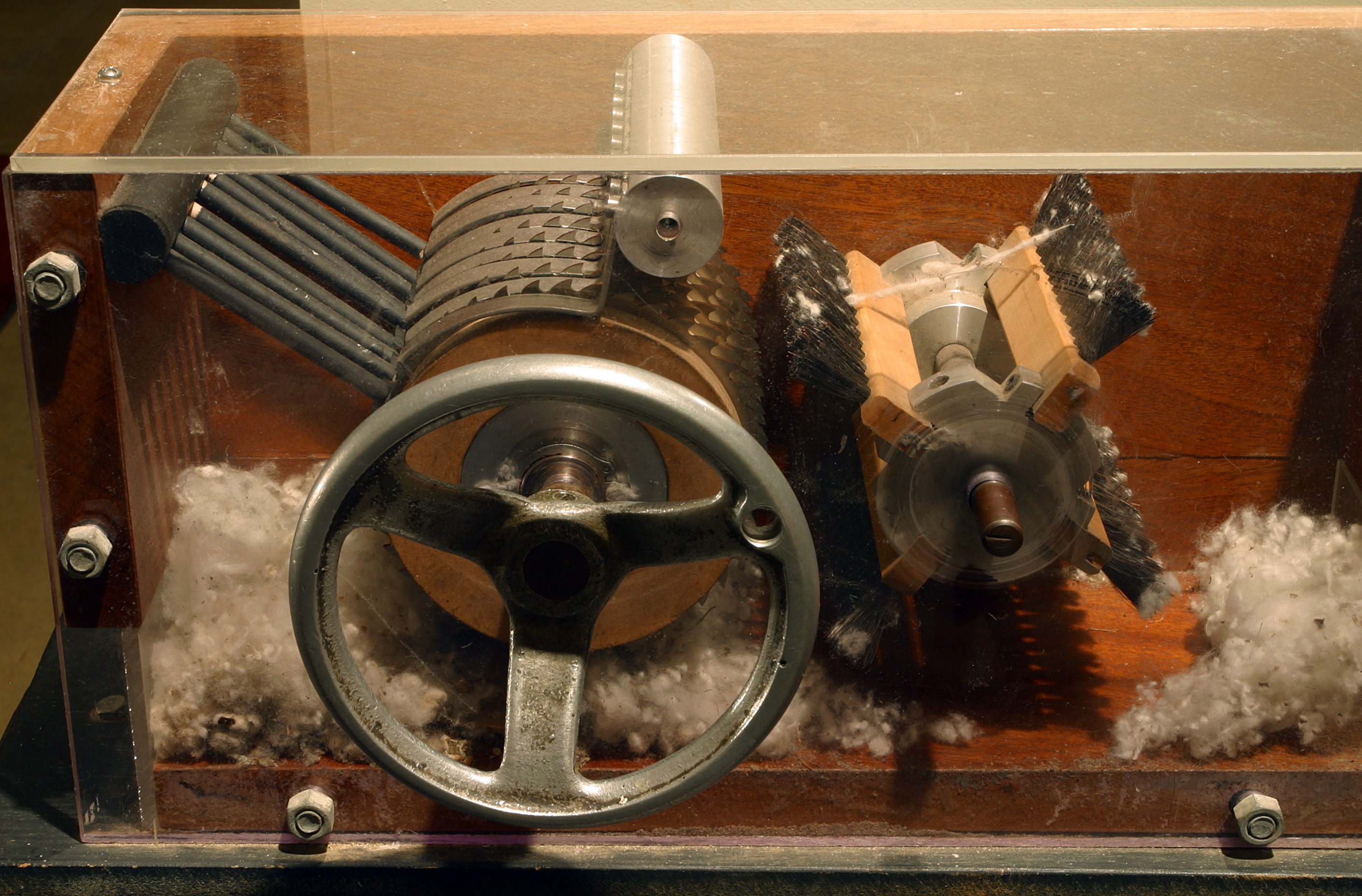
Modell av en äldre handvevad sågegrenermaskin på Eli Whitney-museet i Hamden, Connecticut. Råbomullen förs av ett antal tunna "sågklingor" genom ett galler (placerat något snett upp till höger om klingorna, det grova gallret till vänster är till för att rensa bort kapselrester från bomullshuvudena) som avskiljer frön från fibrerna. Till höger om "sågtandsvalsen" finns en snabbare roterande (motsols) vals med borstar som samlar upp den rensade bomullen. Bomullen i lådans botten är utspridd på måfå och är endast förvirrande - vid användning samlades frön och skräp till vänster och rensad bomull till höger.

Principskiss av en enkel sågegrenermaskin. Mellan de roterande sågklingorna (gula) finns metallband (blåa). Sågtänderna drar bomullsfibrerna genom de smala springorna uppe till höger, medan frön och kapselrester är för stora för att passera och faller därför tillbaka ner genom de bredare springorna till vänster.

En egrenermaskin (från franska égrainer, "borttaga frön"), bomullsrensare eller bomullsrensningsmaskin (engelska: ginning-machine eller cotton-gin - "gin" är en förkortning av "engine", maskin.) är en form av tröskverk som rensar nyskördad bomull från frön, kvarsittande kapseldelar och även från bomullsfibrer som är för korta för användning inom textilindustrin. 
De bortrensade fröna används för produktion av bomullsfröolja, medan övriga restprodukter, så kallade "linters", gick till cellulosa- och sprängämnesindstrin.

## Olika typer och deras utvecklingshistoria
"Bomullsrensningsmaskiner" kan spåras tillbaka till 400-talets Indien (där en rund pinne rullades med fötterna över en flat sten och skilde fibrerna från fröna) och kring 1200-talet utvecklades i Kina och Indien apparater, ofta benämnda "churka", med två valsar (linande en mangel, handdrivna med vev eller fotdrivna med en vevstake - ungefär som en trampsymaskin eller slipsten) i stället för, som tidigare, endast en. Dylika maskiner infördes i USA vid mitten av 1700-talet.
En förbättrad variant som med hjälp av hakar på en trävals drog bomullsfibrerna genom ett tätt galler (vilket rensade bort frön och annat skräp), patenterades den 14 mars 1794 av den amerikanske uppfinnaren Eli Whitney. Den 12 maj 1796 förbättrades Whitneys uppfinning av Henry Ogden Holmes patent som i stället för en trävals med hakar använde "sågklingor" på en axel, "sågegrenermaskinen" (saw gin),.
Till vänster ses en mindre (65 cm hög) handvevad sågegrenermaskin tillverkad 1880. Det stora hjulet till vänster är vevhjulet. Det mellanstora hjulet driver sågklingorna (fyra stycken). Hjulet till höger driver borstarna (åtta stycken "sopkvastar" - notera också att hjulet är mindre så att borstarna roterar fortare än sågklingorna och att remmen är korsad så att medan klingorna roterar medurs, så roterar borstarna moturs). Det lilla hjulet nere till vänster sitter på en remsträckare. De roterande borstarna (som en gång per varv stryks av mot en träribba) skapar också en luftström som blåser ut den rensade bomullen genom luckan till höger, medan fröna faller ut till vänster.
Den 3 juli 1840 fick Fones McCarthy patent på en annan variant, "valsegrenermaskinen" (smooth cylinder roller gin eller McCarthy gin), där en skinnkädd vals (senare en metallvals med strukturmönster) förde med sig bomullsfibrerna, medan frön och annat rensades bort med hjäp av knivar och som resulterade i längre fibrer (sågegrenermaskiner kapade ofta av fibrerna så att de blev onödigt korta, vilket inte var omtyckt av textilindustrin - ju längre fibrerna är desto starkare blir ju tråden/garnet/tyget)). Sågegrenermaskinerna hade dock betydligt högre kapacitet (fem till sju gånger). McCarthys valsegrenermaskin hade en fast kniv som låg an mot valsen och såg till att fröna hölls kvar (medan bomullsfibrerna drogs med av valsen förbi denna kniv) samtidigt som en annan kniv for längs valsen och klippte av fibrerna från fröna. Detta var dels ineffektivt (endast en kniv som därtill bara skar i ena riktningen) och dessutom orsakade rörelsen vibrationer i maskinen. Kring 1960 utvecklade USA:s jordbruksdepartement och andra intressenter en variant där ett antal knivblad var monterade på en roterande axel som var parallell med valsen, vilket både ökade effektiviteten och reducerade vibrationerna.
När bomullen handplockas får man ju bara mogna bomulllshuvuden, men sedan plockningen mekaniserats med bomullsplockningsmaskiner följer det med allt möjligt skräp. Inte bara omogna bomullskapslar, utan även blad och kvistar. Därtlii kommer jord och grus, samt diverse annat som med tiden kommit att berika naturen, som plast, papper och dylikt. Därför har allt fler rensningssteg tillkommit, såväl före som efter själva egrenermaskinen (vars uppgift ursprungligen bara var att skilja fibrena från fröet). Maskinplockningen innebär också vanligen att huvudena (och det medföljande skräpet) packas ihop för transport, och dessa klumpar måste först brytas sönder.

Principskiss av en modern valsegrenermaskin. Längs den läderklädda stora trumman ligger ett fast monterat knivvblad tangentiellt som håller kvar bomullsfröet (rött) medan trumman drar med sig fibrerna (svart "krull"). På den lilla trumman sitter, i det här fallet, fyra längsgående knivblad (de kan vara raka, eller gå i spiral runt trumman) vilka klipper av fröna från fibrerna. McCarthys valsegrenermaskin fungerade i princip likadant, men hade en kniv som for fram och tillbaka längs det fasta knivbladet, vilket var mindre effektivt och dessutom orsakade vibrationer.

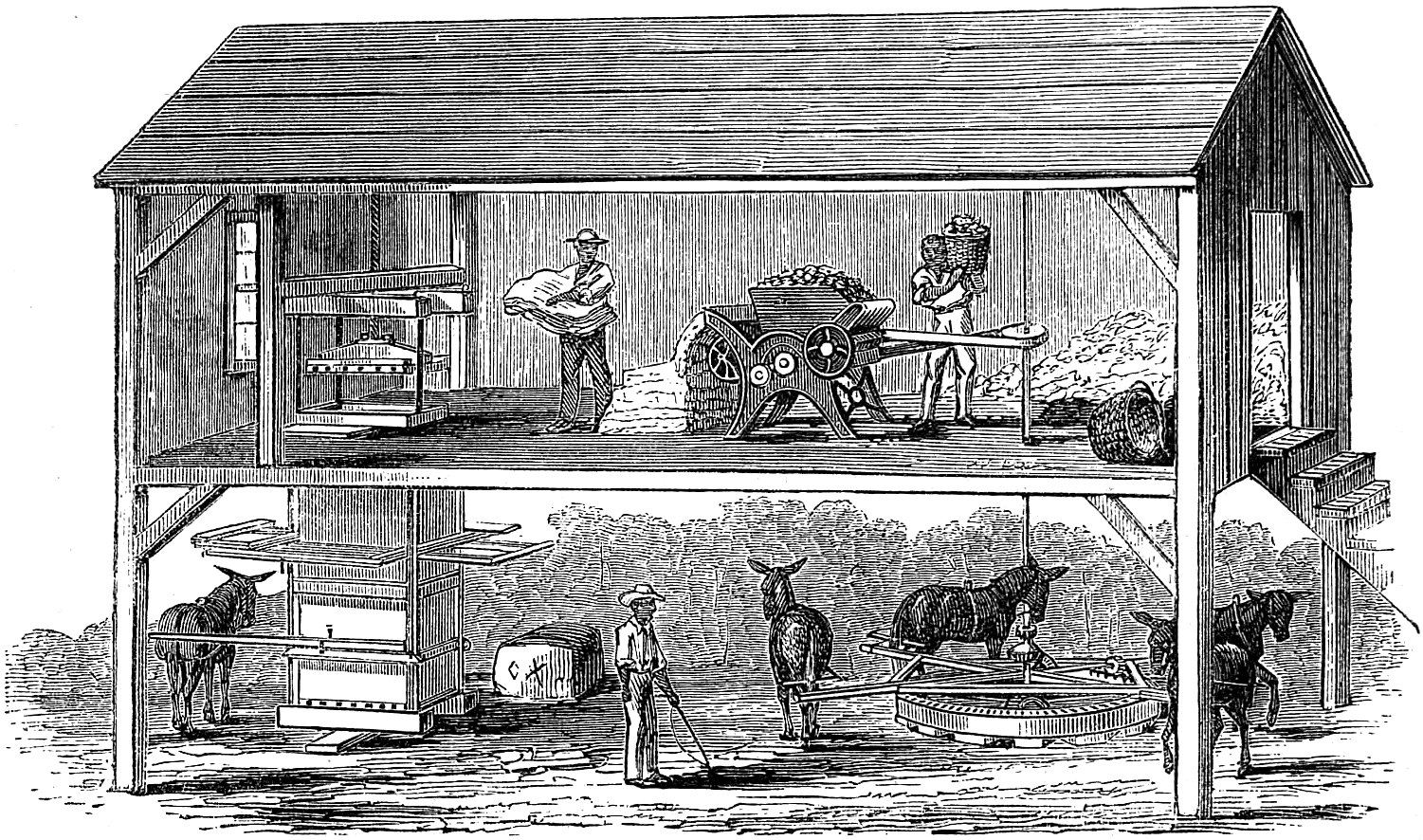
En åsnedriven egrenermaskin i ett så kallat "gin house". Ur The American Cyclopædia 1879.

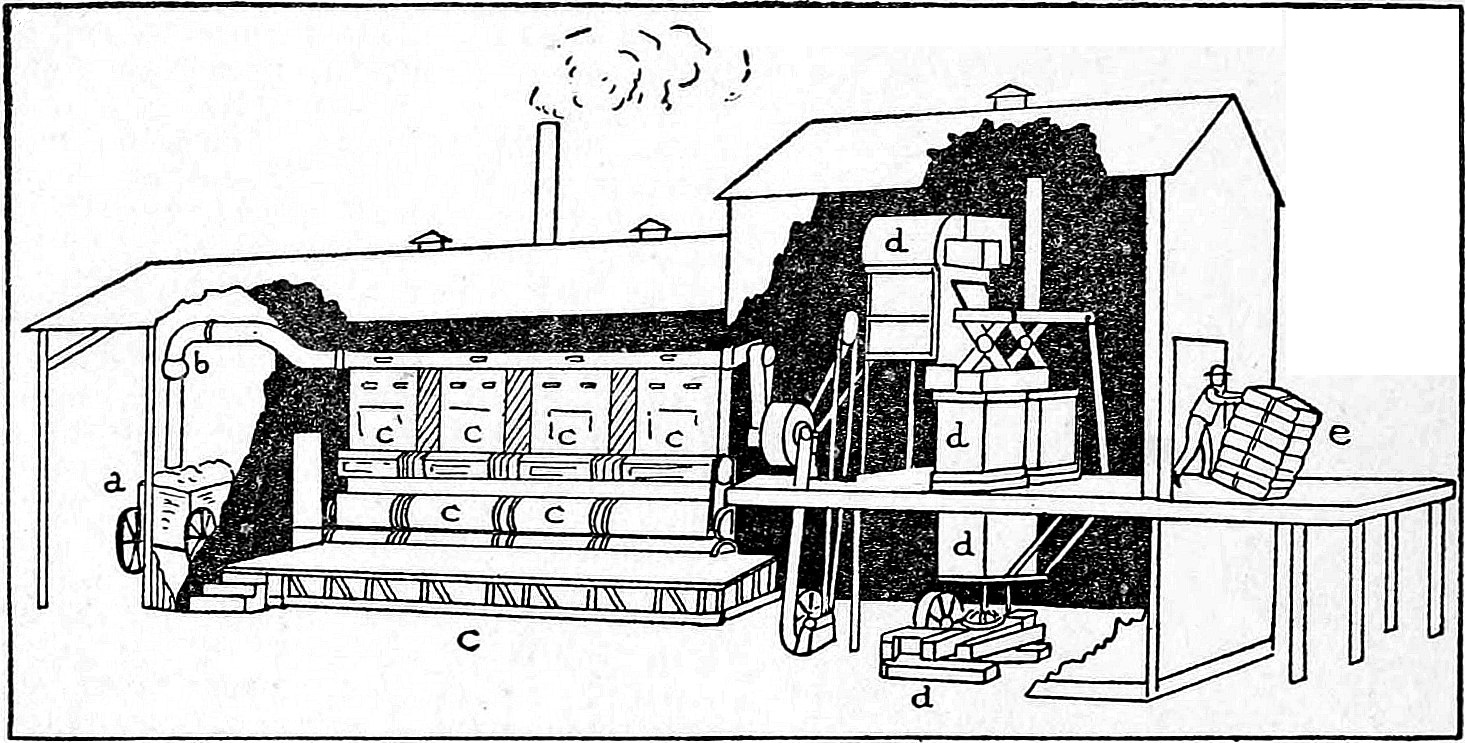
En industriell bomullsrensningsbyggnad. Bomullen sugs upp av ett rör (b) från en vagn (a) med råbomull och leds till egrenermaskinerna (c) varifrån bomullsfibrerna leds till en press (d) som levererar bomullsbalar (e). Ur Collier's New Encyclopedia, 1921

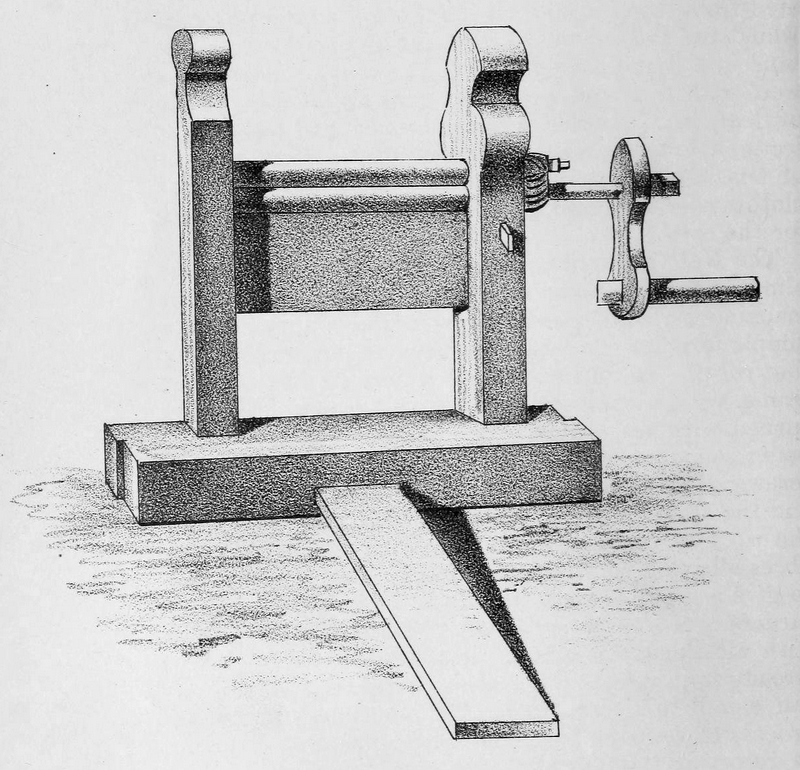
Teckning av en indisk "churka" - en handvevad "mangel" som skiljer bomullsfibrer från frön. Ur James Talboys Wheeler, 1862, Hand-book to the cotton cultivation in the Madras Presidency. Notera kugghjulsmekanisman på högra sidan vilken får båda cylindrarna att rotera.
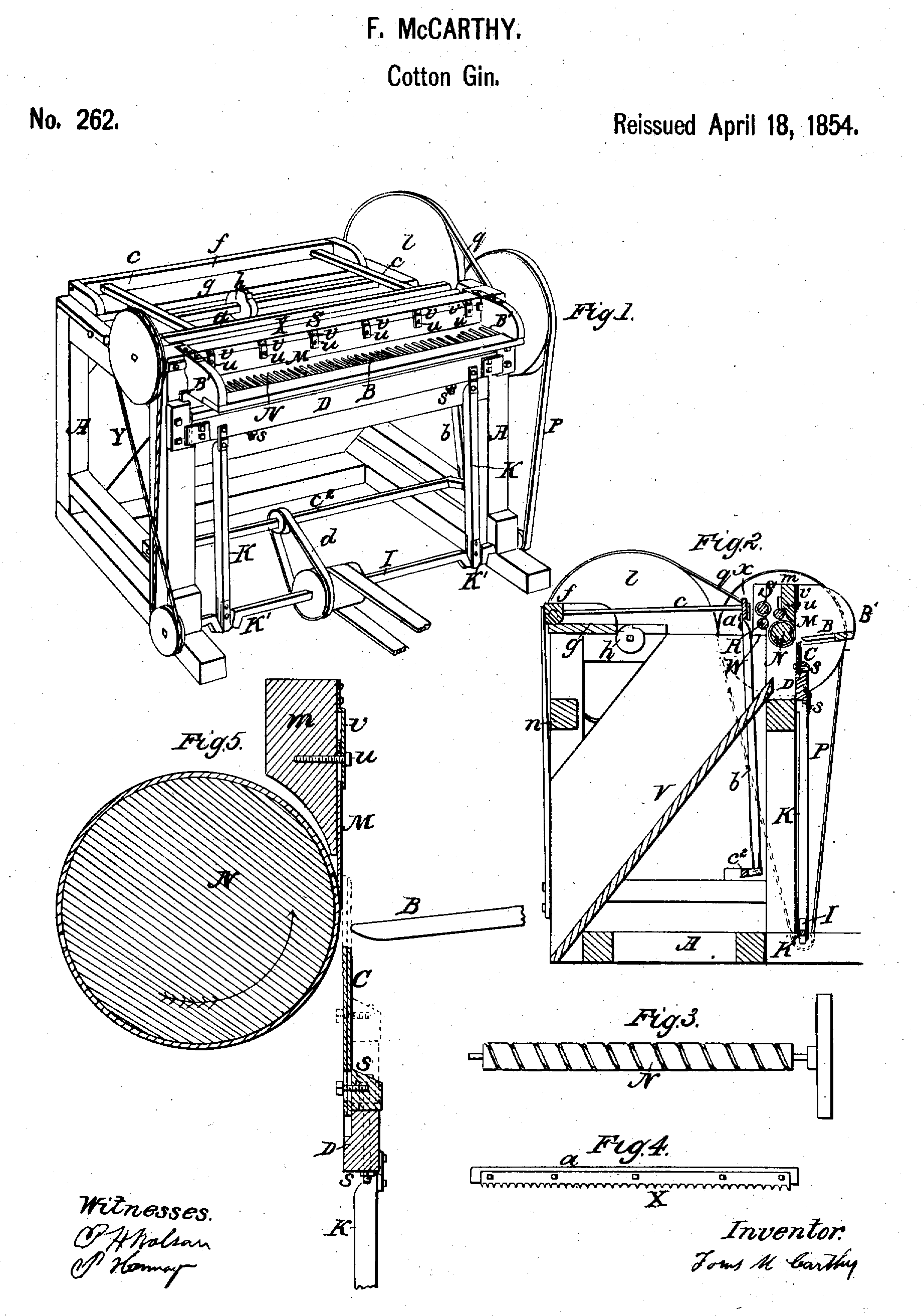
Bild från Fones McCarthys patentansökan för en reviderad version av "valsegrenermaskinen" 1854.
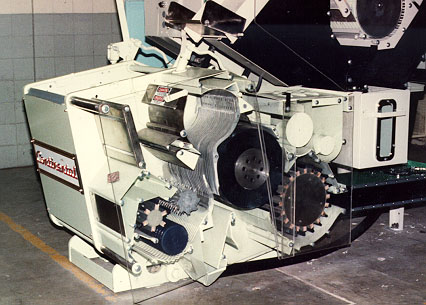
Innanmätet i en modern sågegrenermaskin. Mitt i bilden ser man de stora svarta sågklingorna och just till vänster om klingorna de glänsande metallbanden (ginning ribs). Just till vänster om dessa kan urskiljas ett grövre galler (huller ribs) genom vilket bomullshuvudena först matas så att resterna av frökapseln avskiljes. Nedanför och till höger om sågklingorna ser man valsen med 20 rader borstar. Längst ner till vänster syns ytterligare några cylindrar vilka dels matar bomullshuvudena mot sågklingorna och gallren och dels avlägsnar det frånskilda skräpet.
Sågegrenermaskin - principskiss. Det grova gallret huller ribs (ljusgrönt) skiljer bort kapselrester och annat skräp, medan frön med vidhängande fibrer passerar (violett pil). Det finare gallret ginning ribs (ljusblått) sliter sedan loss bomullsfibrerna från fröna. Nere till höger ses cylindern med borstrader som avlägsnar bomullsfibrerna från (den gula) cylindern med sågklingor.
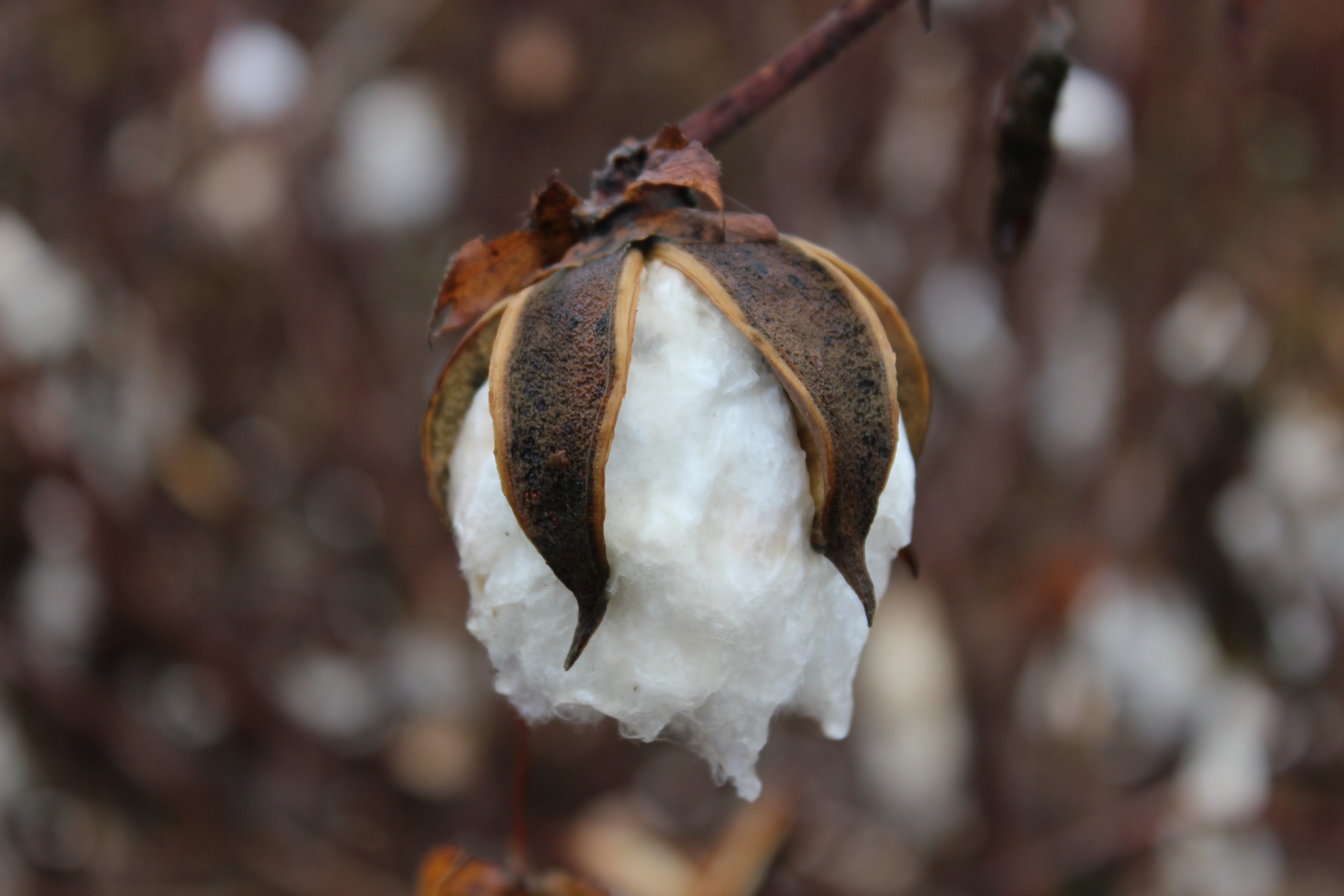
Bomullshuvud i en uppsprucken kapsel.
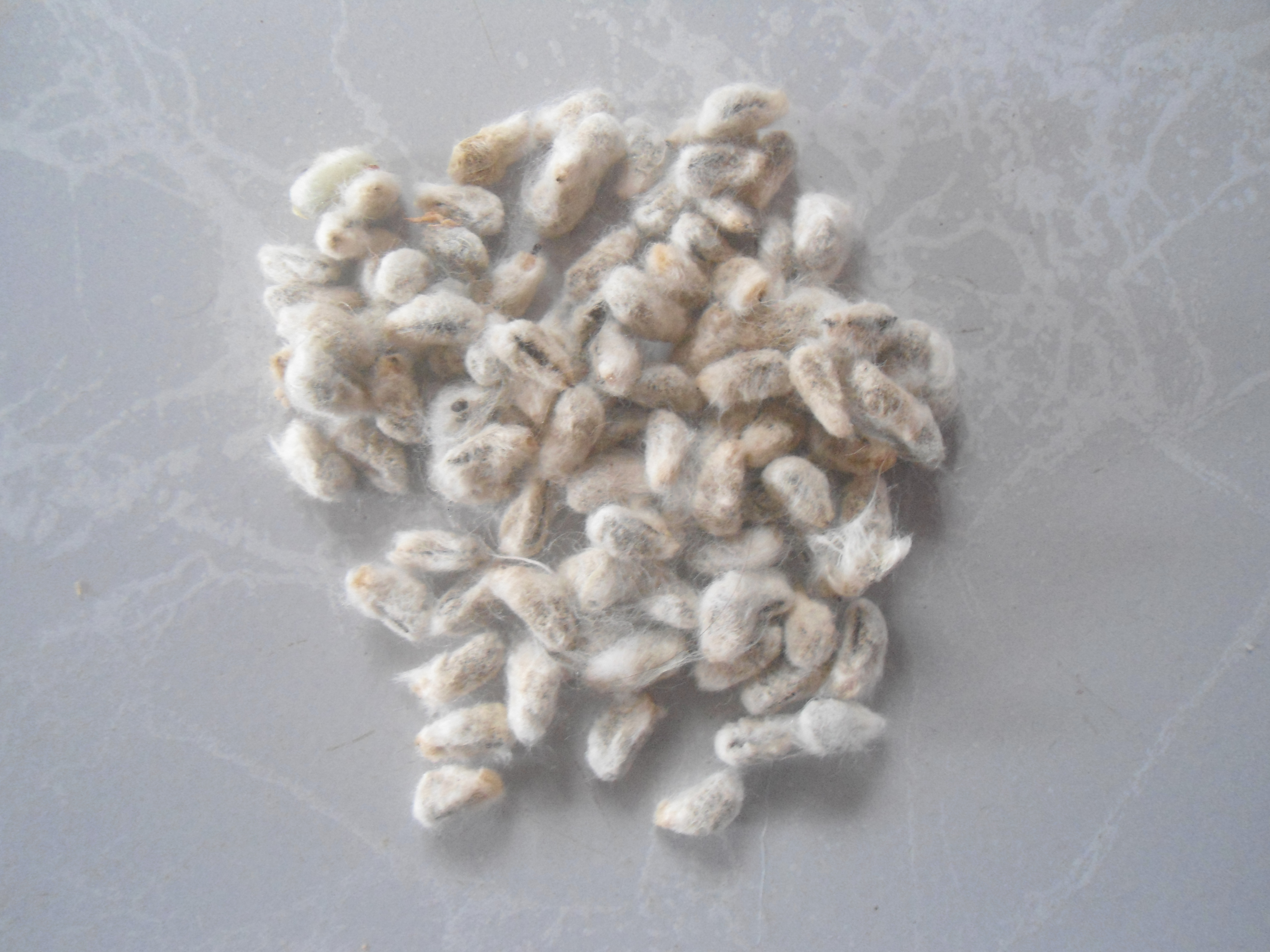
Bomullsfrön med fiberrester.
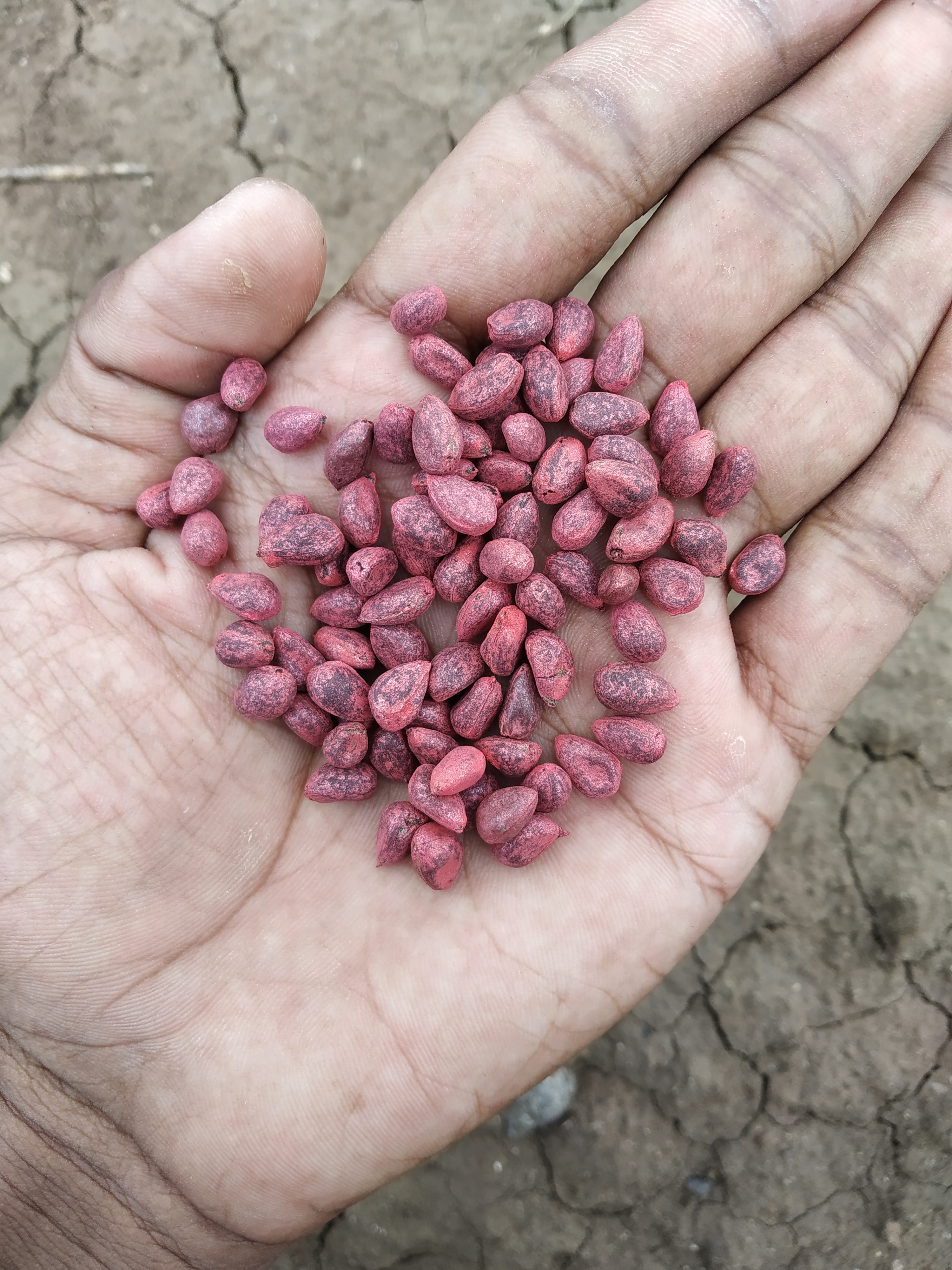
Rengjorda bomullsfrön.